# José María Gutiérrez
José María Gutiérrez, teljes nevén José María Gutiérrez Hernández  vagy ismertebb becenevén Guti (Madrid, 1976. október 31. –) spanyol labdarúgó, labdarúgóedző, 1995 és 2010 közt a Real Madrid középpályása. 2013 és 2018 között a 
Real Madrid ifjúsági csapatának az edzője volt.
Nős, két gyermeke van. A Real Madridban a 14-es számot viselte, miután a 2000-2001-es szezonban 14 gólt rúgott.

## Pályafutása

### Klubcsapatokban

#### Real Madrid
Pályáját 1994-ben a Real Madrid ificsapatában (cantera) kezdte. A canterában csatárként és támadó középpályásként számítottak rá. A következő évben a spanyol U-18-as csapattal Európa-bajnok lett, viszont az utánpótlás-válogatottban védekező középpályás szerepkört kapott. Ugyanebben az évben, december 21-én, a Sevilla ellen mutatkozott be a Real felnőtt csapatában.
1997-ben a Reallal bajnok lett a spanyol első osztályban (La Liga) és Spanyol Szuperkupa-győztes. 1998-ban megint Európa-bajnok lett az U-21-es csapattal, a Madriddal pedig megnyerték a Bajnokok Ligáját és az Interkontinentális Kupát. Guti ez idő tájt nem számított a kezdőcsapat stabil tagjának, fegyelmezetlensége miatt néha még az utazó keretből is kikerült, ráadásul olyan vetélytársai voltak a középpályán mint Clarence Seedorf, vagy Fernando Redondo.
2000-ben Gutinak óriási szerepe volt abban, hogy a Real ismét Bajnokok Ligája győztes lett: 28 meccsen hat gólt rúgott, ekkor azonban már Vícente Del Bosque ült a Madrid kispadján, és Gutira csatárként számított. A következő szezonban beállította saját gólrekordját a La Ligában: 31 meccsen 14 gól. Ezzel hozzásegítette a Reált 27. spanyol bajnoki címéhez, majd a csapat ismét megnyerte a Spanyol Szuperkupát is.
Miután a klub megvásárolta a brazil Ronaldót, Guti a középpályára szorult. Góljainak száma már az ezt megelőző szezonban is drasztikusan visszaesett, igaz ebben szerepet játszottak állandó bokasérülései - többek között ezért nem utazhatott el a 2002-es labdarúgó világbajnokságra. Mégis újabb Bajnokok Ligája, UEFA Szuperkupa és Interkontinentális Kupa cím következett, 2003-ban pedig spanyol bajnoki és Spanyol Szuper Kupa cím.
A 2005/2006-os spanyol szezonban 32 meccsen 4 gólt lőtt (barátságos meccsekkel együtt 44 meccsen 6 gólt), mindet bal lábbal.
A 2006/2007-es spanyol bajnokságot Fabio Capello vezetésével a Real Madrid nyerte, Gutira azonban már addigra mint irányító középpályásra tekintett a világ futball-közvéleménye. A szokásostól eltérően a szezon végén nem vetődött fel komolyan Guti távozása a királyi gárdától, csak a Tottenham Hotspur csapata mutatott állítólagos érdeklődést a játékos iránt.

#### Beşiktaş
2010. július 25-én Guti közel 25 év szolgálat után elhagyta a Real Madridot. Azt mondta: "Van egy ajánlatom a Beşiktaş JK-tól, de még nem döntöttem." Az üzletet másnap kötötték meg, a játékos kétéves szerződést írt alá. Első hivatalos mérkőzésén kezdett az isztambuli székhelyű klubban, és gólpasszt adott a Bucaspor ellen ami meccs egyetlen gólját eredményezte.
2010. november 28-án Guti egy góllal és egy gólpasszal járult hozzá a Beşiktaş győzelméhez a Galatasaray SK ellen. Nyolc év óta ez volt a csapat első győzelme az Ali Sami Yen Stadionban.
2011. május 11-én kezdőként szerepelt, amikor tizenegyesekkel megnyerték a Török Kupát az İstanbul Büyükşehir Belediyespor ellen (4–3, 2–2 hosszabbítás után); ez volt profi pályafutása első hazai kupagyőzelme.

## Sikerei, díjai

### Klub
Real Madrid
- Spanyol Bajnok (5): 1996–97, 2000–01, 2002–03, 2006–07, 2007–08
- Spanyol szuperkupa-győztes (4): 1997, 2001, 2003, 2008
- Bajnokok Ligája – győztes (3): 1997–98, 1999–00, 2001–02
- UEFA-szuperkupa: 2002
- Interkontinentális kupa: 1998, 2002

Beşiktaş
- Török kupagyőztes: 2010–11

### Válogatott
Spanyolország U18
- U18-as Európa-bajnokság: 1995

Spanyolország U21
- U21-es Európa-bajnokság: 1998

### Egyéni
- Spanyol kupa – gólkirály: 2001–02
- La Liga – gólpassz: 2007–08

## Statisztikái

### Klub
| Klub             | Szezon           | Bajnokság       | Bajnokság | Kupa            | Kupa  | Európai         | Európai | Egyéb           | Egyéb | Összesen        | Összesen |
| Klub             | Szezon           | Pályára lépések | Gólok     | Pályára lépések | Gólok | Pályára lépések | Gólok   | Pályára lépések | Gólok | Pályára lépések | Gólok    |
| ---------------- | ---------------- | --------------- | --------- | --------------- | ----- | --------------- | ------- | --------------- | ----- | --------------- | -------- |
| Real Madrid      | 1995–96          | 9               | 1         | 0               | 0     | 0               | 0       | —               | —     | 9               | 1        |
| Real Madrid      | 1996–97          | 14              | 0         | 3               | 0     | 0               | 0       | —               | —     | 17              | 0        |
| Real Madrid      | 1997–98          | 17              | 1         | 1               | 0     | 2               | 0       | 2               | 0     | 22              | 1        |
| Real Madrid      | 1998–99          | 28              | 1         | 4               | 2     | 4               | 0       | —               | —     | 36              | 3        |
| Real Madrid      | 1999–00          | 28              | 6         | 4               | 1     | 10              | 1       | 3               | 0     | 45              | 8        |
| Real Madrid      | 2000–01          | 32              | 14        | 0               | 0     | 12              | 4       | 2               | 0     | 46              | 18       |
| Real Madrid      | 2001–02          | 29              | 4         | 7               | 6     | 9               | 3       | 1               | 0     | 46              | 13       |
| Real Madrid      | 2002–03          | 34              | 4         | 3               | 2     | 15              | 5       | 2               | 2     | 54              | 13       |
| Real Madrid      | 2003–04          | 26              | 2         | 8               | 1     | 9               | 0       | 2               | 0     | 45              | 3        |
| Real Madrid      | 2004–05          | 31              | 0         | 0               | 0     | 8               | 0       | —               | —     | 39              | 0        |
| Real Madrid      | 2005–06          | 33              | 4         | 4               | 0     | 7               | 2       | —               | —     | 44              | 6        |
| Real Madrid      | 2006–07          | 30              | 1         | 0               | 0     | 7               | 0       | —               | —     | 37              | 1        |
| Real Madrid      | 2007–08          | 32              | 3         | 4               | 1     | 7               | 0       | 2               | 0     | 45              | 4        |
| Real Madrid      | 2008–09          | 18              | 3         | 1               | 0     | 6               | 0       | 2               | 0     | 27              | 3        |
| Real Madrid      | 2009–10          | 26              | 2         | 1               | 0     | 3               | 1       | —               | —     | 30              | 3        |
| Real Madrid      | Összesen         | 387             | 46        | 40              | 13    | 99              | 16      | 16              | 2     | 542             | 77       |
| Beşiktaş         | 2010–11          | 22              | 7         | 6               | 3     | 9               | 1       | —               | —     | 37              | 11       |
| Beşiktaş         | 2011–12          | 1               | 0         | 0               | 0     | 2               | 1       | —               | —     | 3               | 1        |
| Beşiktaş         | Összesen         | 23              | 7         | 6               | 3     | 11              | 2       | —               | —     | 40              | 12       |
| Karrier összesen | Karrier összesen | 410             | 53        | 46              | 16    | 110             | 18      | 16              | 2     | 582             | 89       |

### A válogatottban
| Spanyolország | Spanyolország   | Spanyolország |
| Év            | Pályára lépések | Gólok         |
| ------------- | --------------- | ------------- |
| 1999          | 1               | 0             |
| 2000          | 2               | 0             |
| 2001          | 0               | 0             |
| 2002          | 3               | 1             |
| 2003          | 4               | 1             |
| 2004          | 2               | 0             |
| 2005          | 1               | 1             |
| összesen      | 13              | 3             |

### Góljai a válogatottban
| #  | Dátum             | Helyszín                                     | Ellenfél       | Gól | Végeredmény | Verseny                            |
| -- | ----------------- | -------------------------------------------- | -------------- | --- | ----------- | ---------------------------------- |
| 1. | 2002. október 12. | Carlos Belmonte, Albacete, Spanyolország     | Észak-Írország | 2–0 | 3–0         | 2004-es Európa-bajnokság selejtező |
| 2. | 2003. február 12. | Son Moix, Palma, Spanyolország               | Németország    | 3–1 | 3–1         | Barátságos mérkőzés                |
| 3. | 2005. február 9.  | Juegos Mediterráneos, Almería, Spanyolország | San Marino     | 4–0 | 5–0         | 2006-os világbajnokság-selejtező   |

## Edzői statisztika
2020. június 26-án lett frissítve.
| Csapat   | Nemzet   | –tól              | –ig              | Mérleg     | Mérleg | Mérleg | Mérleg | Mérleg |
| M        | GY       | D                 | V                | Győzelem % |        |        |        |        |
| -------- | -------- | ----------------- | ---------------- | ---------- | ------ | ------ | ------ | ------ |
| Almería  | spanyol  | 2019. november 5. | 2020. június 26. | 22         | 9      | 5      | 8      | 40.91  |
| összesen | összesen | összesen          | összesen         | 22         | 9      | 5      | 8      | 40.91  |